# San José El Vidrio
San José del Vidrio o Tlaxcaltongo (lugar del maíz)es una población mexicana, es junto con San Francisco Magú, un pueblo otomíen el Municipio de Nicolás Romero en el Estado de México a 8 km de Ciudad Nicolás Romero y a 3 km de Cahuacán. Se encuentra a 2620 metros sobre el nivel del mar.
Este poblado es famoso por haber sido uno de los pueblos que se colonizó y estuvo controlado por el Virreinato de Nueva España.
Se cuenta que a sus pobladores les apodan "Atoleros" pero se desconoce el motivo exacto.

## Geografía
Se ubica en la parte más alta del municipio, a 2620 m. Cuenta con una población de 5991 habitantes, de los cuales 3080 son mujeres y 2910 son hombres. Colinda al norte con San Francisco Magú, al sur con Cahuacán, al este con Santiago Cuautlalpan (Tepotzotlán) y al oeste con San José Tabla Honda y Cahuacán. 

## Transporte
Aquí se nombraran algunas rutas que llegan hasta este punto:
| Número | Ruta                                               | Derrotero                                                              |
| ------ | -------------------------------------------------- | ---------------------------------------------------------------------- |
| 1      | Autobuses Rápidos de Monte Alto                    | Suburbano Tlalnepantla Metros El Rosario, Politécnico y Cuatro Caminos |
| 2      | Monte Auto y Anexas (Caballos)                     | Metro Cuatro Caminos                                                   |
| 3      | Autobuses Cuautitlán La Aurora Concepción y Anexas | Suburbanos Cuautitlán y Lechería Metro El Rosario                      |
| 4      | Halcones Blancos de Tepotzotlán Ruta 93            | Suburbano Cuautitlán                                                   |
| 5      | Fernando Montes de Oca Ruta 79                     | Suburbano Tlalnepantla                                                 |